# 京都府道281号八幡城陽線
京都府道281号八幡城陽線（きょうとふどう281ごう やわたじょうようせん）は、京都府八幡市から城陽市に至る一般府道である。

## 概要
八幡市八幡三反長から城陽市平川に至る
途中、時代劇でよく撮影される上津屋橋（通称「木津川流れ橋」・歩行者専用橋）がある。

### 路線データ
- 起点：八幡市八幡三反長（広門交差点、京都府道251号富野荘八幡線交点）
- 終点：城陽市平川（久津川交差点、京都府道69号城陽宇治線交点）

## 路線状況

### 重複区間
- 京都府道22号八幡木津線（八幡市上奈良奈良里・上奈良交差点 - 八幡市上津屋浜垣内・浜上津屋交差点）

### 道路施設

#### 橋梁
- 上津屋橋：木津川流れ橋（木津川、八幡市 - 久世郡久御山町）
- 上津屋小橋（古川、城陽市）

## 地理

### 通過する自治体
- 京都府
  - 八幡市 - 久世郡久御山町 - 城陽市

### 交差する道路
| 交差する道路                                                     | 市町村名 | 交差する場所 | 交差する場所        |
| ---------------------------------------------------------------- | -------- | ------------ | ------------------- |
| 京都府道251号富野荘八幡線 大阪府道・京都府道735号長尾八幡線 重複 | 八幡市   | 八幡三反長   | 広門交差点 / 起点   |
| 国道1号 / 京阪国道 大阪府道・京都府道736号交野久御山線 重複      | 八幡市   | 戸津蜻蛉尻   | 八幡戸津交差点      |
| 京都府道22号八幡木津線 / バイパス                                | 八幡市   | 上奈良南ノ口 | 蜻蛉尻交差点        |
| 京都府道22号八幡木津線 重複区間起点                              | 八幡市   | 上奈良奈良里 | 上奈良交差点        |
| 国道1号 / 第二京阪道路（一般部）                                 | 八幡市   | 上津屋林     | 八幡上津屋交差点    |
| 京都府道22号八幡木津線 重複区間終点                              | 八幡市   | 上津屋浜垣内 | 浜上津屋交差点      |
| 京都府道801号京都八幡木津自転車道線                              | 八幡市   | 上津屋浜垣内 |                     |
| 国道24号 / 大久保バイパス                                        | 城陽市   | 平川         | 城陽平川交差点      |
| 京都府道69号城陽宇治線                                           | 城陽市   | 平川         | 久津川交差点 / 終点 |

### 交差する鉄道
- 近鉄京都線

### 沿線
- 八幡市立南ヶ丘保育園、南ヶ丘第二保育園
- 八幡市立有都小学校
- 城陽市立古川小学校
- 京都きづ川病院
- 坂田プレス
- 城陽市立北城陽中学校
- 学校法人善導学園 平川幼稚園
- 城陽市立久津川小学校
- 近鉄京都線 久津川駅
- 京都中央信用金庫 久津川支店
- 京都銀行 久津川支店